# Иоганн I (граф Нассау)
Иоганн I фон Нассау-Дилленбург (нидерл. Jan I van Nassau-Dillenburg, нем. Johann I von Nassau-Dillenburg; около 1339[…] — 4 сентября 1416[…], Херборн[…]) — граф Нассау-Дилленбург из оттоновской линии Нассауского дома (1350—1416).

## Биография
Старший сын Оттона II (ок. 1305—1350/1351), графа Нассау-Дилленбурга (1343—1350/1351), и Адельгейды, дочери Готфрида II, графа Виандена.
В 1350/1351 году после смерти своего отца 11-летний Иоганн I унаследовал титул графа Нассау-Дилленбурга в Зигене и Дилленбурге.
30 ноября 1357 года в Марке граф Иоганн фон Нассау женился на Маргарите фон дер Марк (ум. 1409), дочери Адольфа II, графа Марка (ум. 1347), и Маргариты Клевской (ум. 1362). Их дети:
- Адольф фон Нассау (1362—1420), граф Нассау-Дилленбургский (1416—1420)
- Иоганн II Старший фон Нассау (ок. 1365—1443),
- Энгельберт I фон Нассау (ок. 1370—1442), граф Нассау-Дилленбург (1420—1442)
- Генрих фон Нассау (ум. после 1401)
- Иоганн III Младший фон Нассау (ум. 1429/1433)
- Маргарита Нассауская, жена Генриха VII фон Вальдека

После смерти графа Иоганна фон Нассау в 1416 году его владения не были разделены, а перешли под контроль всех его четырех сыновей, Адольфа, Иоганна II, Энгельберта I и Иоганна III.